# Corazones al límite
Corazones al límite (lit. Corações ao Limite) é uma telenovela teen mexicana produzida pela Televisa e exibida entre 15 de março e 1 de outubro de 2004, substituindo Clap... el lugar de tus sueños e sendo substituída por Rebelde.
A trama foi protagonizada por Erika Buenfil, Arturo Peniche, Sara Maldonado, Aarón Diaz e antagonizada por Sherlyn, Arleth Terán e Jorge de Silva.

## Sinopses
Dois adolescentes exploram a vida e o amor com a tímida intensidade de seus 17 anos. Braulio é um homem lindo, inteligente e atlético, que capitaneia a equipe de canoagem da escola preparatória “Nova Atenas”, uma escola inovadora que promove os valores e o esforço nos jovens.
Diana é o par ideal de Braulio, igualmente positiva, estudiosa e empreendedora. Ambos são líderes natos e, junto com seus companheiros de classe, vivem a aventura de cada novo dia com entusiasmo, curiosidade e otimismo.
Cada um deste grupo de jovens tem seus problemas e alegrias, como os perigos que acontecem na juventude: alcoolismo, drogas, más decisões; seus incríveis e divertidas aventuras dentro e fora da escola; a explosão de adrenalina dos esportes extremos, o enérgico ritmo de sua música; os conflitos, a ternura e os dramas de suas vidas nas famílias.
Braulio perdeu seus pais aos 12 anos e vive com seus tios e seu primo Esteban, um homem ambicioso que o odeia e, a base de mentiras e intrigas, tentará se apoderar de sua herança e suplantar no coração de Diana, mas só para ficar com a empresa milionária de seu pai.
Doménico, o pai de Diana, é um homem frio e rígido que a rejeita por ser mulher e exige que ela demostre que é capaz de conseguir a excelência acadêmica sem seu dinheiro nem seu apoio. Diana, valente e decidida, aceita o desafio; vai viver com a irmã de sua mãe, sua tia Pilar, e trabalhar para se manter e pagar seus estudos.
Pilar é uma mulher independente e generosa que a quer como uma filha e a apoia incondicionalmente, pois quer evitar que Diana sofra com o mesmo destino que ela, ter perdido ao único amor de sua vida, Álvaro, por culpa dos preconceitos sociais de seu pai.
Álvaro é agora o dono e diretor da escola preparatória “Nova Atenas”. A vida lhe oferecerá uma nova oportunidade de ser feliz ao se reencontrar com Pilar, mas seu amor se verá ameaçado por sua sócia Emma, que deseja se casar com ele. Quando ela vê Pilar e Álvaro juntos, recorre as mais piores intrigas para separá-los.
Também o amor de Diana e Braulio se encontra em perigo pelas intrigas de Conny, uma garota arrogante e invejosa que sonha ser noiva de Braulio e se alia com Emma para conseguir seu capricho. Mas em meio a uma tormenta de mentiras e chantagens, Braulio e Diana contam com o apoio e o carinho de seus amigos, jovens, vibrantes e cheios de esperança, unidos por firmes laços de uma amizade que já é para sempre.
Compartilhamos com eles a alegria de ser jovens, o orgulho de triunfar, a amargura do fracasso, a decisão de não se deixar vencer, a paixão pelo perigo e essa confusa mas intensa emoção do primeiro amor. Eles tem seus "Corações ao limite".

## Elenco
- Erika Buenfil .... Pilar de La Reguera
- Arturo Peniche .... Alvaro Riverol
- Sara Maldonado .... Diana Antillón de La Reguera
- Aarón Díaz .... Braulio Vallardes Stone
- Sherlyn .... Concepción 'Conny' Pérez Ávila
- Arleth Terán .... Emma Martínez
- Manuela Imaz .... Isadora Moret Rivadeneira
- Alex Sirvent .... Eduardo Arellano Gómez
- Mariana Sánchez .... Artemisa Madrigal Tovar
- Mike Biaggio .... Samuel Cisneros Castro
- Marco Muñoz .... Doménico Antillón
- Beatriz Aguirre .... Victoria
- Manuel Saval .... Osvaldo Madrigal
- María Marcela .... Sofía Rivadeneira
- Nicky Mondellini .... Lulú Gómez de Arellano
- Belinda .... Elena 'Elenita' Arellano Gómez
- Raymundo Capetillo .... Daniel Molina
- Maritza Olivares .... Amalia Vallardes
- Lucero Lander .... Julieta
- Mariagna Prats .... Irene de La Reguera
- Ricardo Margaleff .... Antonio Ramos
- Daniel Habif .... Alberto
- Uberto Bondoni .... Rolando
- Cristina Pastor .... Olga
- Daniel Berlanga .... Damián
- Ramon Valdes .... Jesús 'Chucho' Pérez Ávila
- Pedro Romo .... Alfonso 'Poncho' Pérez
- Nancy Taira .... Coral
- Paola Riquelme .... Enriqueta
- Rodrigo Tejeda .... Joaquín
- Ximena Herrera .... Malkah
- Jorge de Silva .... Esteban Molina Vallardes
- Beatriz Moreno .... Paquita Ávila de Pérez
- Queta Lavat .... Gudelia
- René Casados .... Dante Lacalfari
- Isadora González .... Bárbara Magallanes
- Oscar Traven .... Sebastian Moret
- Gabriela Rivero .... Sonia
- Rafael del Villar .... Professor Muñoz
- Luis Fonsi .... Roy
- Fernando Carrera .... Dr. Ernesto Torres
- Aarón Hernán .... Arthur
- Marcela Páez .... Gabriela Tovar
- Georgina Pedret .... Dulce Maria
- Flavio Peniche .... Ausencio
- Karla Barahona .... Lilia
- Maricarmen Vela .... Mercedes
- David Galindo .... Hector
- Susy Lu .... Nancy
- Bibelot Mansur .... Patty
- Rubén Morales .... Adrian Romo
- Angelique Boyer.... Anette
- Haydée Navarra .... Bianca
- Archie Lafranco .... Paul
- Susan Vohn .... Debby Castro de Cisneros
- German Gutierrez .... Zack Cisneros
- Javier Herranz .... Padre Anselmo
- Jacqueline Voltaire .... Sra. Kullman
- Francisco Avendaño .... Ulises Arellano
- Lina Duran .... Florencia de Moret
- Toni Balardi
- Yolanda Ciani

## Audiência
Obteve média geral de 16,7 pontos.